# Francis Gailey
Francis Gailey, né le 21 janvier 1882 et mort le 10 juillet 1972, est un nageur australien naturalisé américain.

## Biographie
Les historiens du service de recherche du Comité olympique australien (AOC, Australian Olympic Committee) ont révélé que le nageur Francis Gailey, considéré jusqu’ici comme américain, était en fait australien. Gailey avait remporté quatre médailles aux JO de Saint-Louis en 1904, finissant deuxième des 220 yards, 440 yards et 880 yards, et troisième du "un mile nage libre". Des médailles que le Comité olympique australien entend ajouter à ses bilans officiels, ce qui ferait de lui, selon l'AOC, l’athlète masculin australien ayant remporté le plus de médailles au cours d’une seule édition des JO.
Après les JO de 1904, Gailey est revenu en Australie d'où il repart pour les États-Unis en 1906. Il y épouse une Américaine et devient ainsi citoyen américain. Cette confusion existe toujours, le Comité international olympique listant toujours Gailey comme nageur américain.

## Palmarès

### Jeux olympiques
- Jeux olympiques de 1904 à Saint-Louis (États-Unis) :
  -  Médaille d'argent du 220 yards nage libre.
  -  Médaille d'argent du 440 yards nage libre.
  -  Médaille d'argent du 880 yards nage libre.
  -  Médaille de bronze du 1 mile nage libre.